# Zhang Zhilei
Zhang Zhilei (chinesisch 张 志磊, Pinyin Zhāng Zhìlěi; * 2. Mai 1983 in Zhoukou, Henan) ist ein chinesischer Profiboxer und ehemaliger WBO-Interimsweltmeister im Schwergewicht. Er wurde vom Ring Magazine auf Rang 5 der Weltrangliste geführt (Stand: April 2023).
Sein größter Erfolg als Amateur war der Gewinn der Silbermedaille im Superschwergewicht bei den Olympischen Sommerspielen 2008.

## Amateurkarriere
Zhang Zhilei verlor im Achtelfinale der Weltmeisterschaft 2003 in Bangkok gegen Grzegorz Kiełsa, gewann jedoch 2004 eine Bronzemedaille bei der Asienmeisterschaft in Puerto Princesa und die Silbermedaille bei der World University Championship in Antalya, nachdem er jeweils gegen Rustam Saidov unterlegen war. Bei der Weltmeisterschaft 2005 in Mianyang schlug er Vüqar Ələkbərov, schied jedoch im Viertelfinale gegen Odlanier Solís aus.
2007 verlor er im Finale der Asienmeisterschaft in Ulaanbaatar erneut gegen Rustam Saidov und startete bei der Weltmeisterschaft in Chicago, wo er erst im Halbfinale mit einer Bronzemedaille gegen Wjatscheslaw Hlaskow ausschied. Er war mit diesem Erfolg für die Olympischen Sommerspiele 2008 in Peking qualifiziert, wo er mit drei Siegen das Finale erreichte und beim Kampf um die Goldmedaille gegen Roberto Cammarelle verlor. Zudem unterlag er im Viertelfinale des Weltcups 2008 in Moskau gegen Robert Alfonso.
2009 gewann er mit einem Finalsieg gegen Sardor Abdullajew die Asienmeisterschaft in Zhuhai und erkämpfte bei der Weltmeisterschaft in Mailand gegen Sardor Abdullajew, Erik Pfeifer und Primislav Dimovski, sowie einer Halbfinalniederlage gegen Roman Kapitonenko, erneut eine WM-Bronzemedaille. 2010 gewann er mit einem Finalsieg gegen Mihai Nistor die World Combat Games in Peking und mit einem Finalsieg gegen Iwan Dytschko auch die Asienspiele in Guangzhou.
2011 gewann er Bronze bei der Asienmeisterschaft in Incheon und siegte in der Vorrunde der Weltmeisterschaft in Baku gegen Joseph Parker, ehe er im Anschluss gegen Iwan Dytschko unterlag. Nach dem Gewinn der asiatischen Olympiaqualifikation in Astana nahm er noch an den Olympischen Sommerspielen 2012 in London teil, wo er im Viertelfinale gegen Anthony Joshua ausschied.

## Profikarriere
2014 wurde er vom US-Promoter Dino Duva (Dynasty Boxing) unter Vertrag genommen und gewann sein Profidebüt am 8. August desselben Jahres.
Er blieb bis Mitte 2022 in 25 Kämpfen ungeschlagen und siegte 19-mal vorzeitig. 17 seiner Gegner wiesen eine positive Kampfbilanz auf. Seine bedeutendsten Siege erzielte er gegen den australischen Kampfsportveteran Peter Graham, den ukrainischen EM-Herausforderer Andriy Rudenko und den US-amerikanischen Olympiateam-Kapitän von 2004, Devin Vargas. Den Kampf gegen Vargas bestritt er bereits unter dem Banner seines neuen Promoters Eddie Hearn (Matchroom), sein Trainer zu diesem Zeitpunkt war Shaun George.
Am 20. August 2022 verlor er nach Punkten gegen den ebenfalls ungeschlagenen Kroaten Filip Hrgović, welcher dadurch zum IBF-Pflichtherausforderer aufstieg. Sein bis dahin größter Erfolg gelang ihm rund acht Monate später, am 15. April 2023 in London, als ihm ein TKO-Sieg in Runde 6 gegen den ebenfalls unbesiegten britischen WBO-Interimsweltmeister Joseph Joyce gelang. Referee Howard Foster beendete den Kampf aufgrund einer starken Schwellung des rechten Auges bei Joyce, nachdem er diese zuvor zweimal durch den Ringarzt hatte untersuchen lassen.
Am 23. September 2023 gewann er den Rückkampf gegen Joseph Joyce durch K. o. in der dritten Runde. Seinen nächsten Kampf bestritt er dann am 8. März 2024 und verlor dabei knapp durch Mehrheitsentscheidung der Punktrichter gegen Joseph Parker.
Am 1. Juni 2024 siegte er durch TKO in Runde 5 gegen Deontay Wilder, verlor jedoch am 22. Februar 2025 durch K. o. gegen Agit Kabayel.

## Liste der Profikämpfe
| 27 Siege (22 K.-o.-Siege), 2 Niederlagen, 1 Unentschieden |               |                                                            |                                                                 |                                                     |
| Jahr                                                      | Tag           | Ort                                                        | Gegner                                                          | Ergebnis für Zhang                                  |
| 2014                                                      | 8. August     | Churchill County Fairgrounds, Fallon, USA                  | Curtis Lee Tate                                                 | Sieg / TKO 1. Runde                                 |
| 2015                                                      | 17. Januar    | Mohegan Sun Casino, Uncasville, USA                        | Perry Filkins                                                   | Sieg / TKO 1. Runde                                 |
| 2015                                                      | 14. März      | Jersey City Armory, Jersey City, USA                       | Eric George                                                     | Punktsieg (einstimmig) / 4 Runden                   |
| 2015                                                      | 6. Juni       | Barclays Center, New York City, USA                        | Glenn Thomas                                                    | Punktsieg (einstimmig) / 4 Runden                   |
| 2015                                                      | 15. August    | The Playground, Atlantic City, USA                         | Dennis Benson                                                   | Sieg / TKO 6. Runde                                 |
| 2015                                                      | 21. November  | Mandalay Bay Events Center, Las Vegas, USA                 | Juan Goode                                                      | Punktsieg (einstimmig) / 4 Runden                   |
| 2016                                                      | 20. Februar   | Lanzhou Gymnasium, Lanzhou, China                          | David Koswara                                                   | Sieg / TKO 1. Runde                                 |
| 2016                                                      | 26. März      | Oracle Arena, Oakland, USA                                 | Tyree Ortiz                                                     | Sieg / TKO 3. Runde                                 |
| 2016                                                      | 13. Mai       | DC Armory, Washington, USA                                 | John Orr                                                        | Sieg / TKO 1. Runde                                 |
| 2016                                                      | 11. Juni      | Marina Bay SportsPlex, Quincy, USA                         | Jamal Woods                                                     | Sieg / TKO 2. Runde                                 |
| 2016                                                      | 22. Juli      | Claridge Hotel & Casino, Atlantic City, USA                | Rodney Hernandez                                                | Punktsieg (einstimmig) / 6 Runden                   |
| 2016                                                      | 30. September | Wenzhou Gymnasium, Wenzhou, China                          | Gogita Gorgiladze                                               | Sieg / TKO 1. Runde                                 |
| 2016                                                      | 10. Dezember  | Marina Bay SportsPlex, Quincy, USA                         | Galen Brown                                                     | Sieg / TKO 2. Runde                                 |
| 2017                                                      | 21. Januar    | Hebei Sports Venue, Shijiazhuang, China                    | Peter Graham WBO-Oriental Schwergewicht-Meisterschaft           | Sieg / KO 1. Runde                                  |
| 2017                                                      | 29. April     | CenterStage@NoDa, Charlotte, USA                           | Mark Brown                                                      | Sieg / KO 1. Runde                                  |
| 2017                                                      | 26. Mai       | Hotel & Club, Boca Raton, USA                              | Curtis Harper                                                   | Sieg / TKO 1. Runde                                 |
| 2017                                                      | 5. August     | Claridge Hotel & Casino, Atlantic City, USA                | Nick Guivas                                                     | Sieg / TKO 1. Runde                                 |
| 2017                                                      | 23. September | Hartman Arena, Park City, USA                              | Byron Polley                                                    | Sieg / TKO 1. Runde                                 |
| 2018                                                      | 20. Juli      | WinnaVegas Casino Resort, Sloan, USA                       | Eugen Buchmueller                                               | Sieg / KO 1. Runde                                  |
| 2018                                                      | 28. September | Changsha Social Work College, Changsha, China              | Donald Haynesworth WBO-Oriental Schwergewicht-Titelverteidigung | Sieg / TKO 3. Runde                                 |
| 2019                                                      | 30. November  | Casino de Salle Medicin, Monte Carlo, Monaco               | Andriy Rudenko WBO-Oriental Schwergewicht-Titelverteidigung     | Punktsieg (einstimmig) / 10 Runden                  |
| 2020                                                      | 7. November   | Seminole Hard Rock Hotel & Casino, Hollywood, USA          | Devin Vargas                                                    | Sieg / KO 4. Runde                                  |
| 2021                                                      | 27. Februar   | Hard Rock Stadium, Miami Gardens, USA                      | Jerry Forrest                                                   | Unentschieden (Mehrheitsentscheidung) / 10 Runden   |
| 2021                                                      | 27. November  | Hulu Theater, New York City, USA                           | Craig Lewis                                                     | Sieg / TKO 2. Runde                                 |
| 2022                                                      | 7. Mai        | T-Mobile Arena, Las Vegas, USA                             | Scott Alexander                                                 | Sieg / KO 1. Runde                                  |
| 2022                                                      | 20. August    | King Abdullah Sports City Stadium, Dschidda, Saudi-Arabien | Filip Hrgović                                                   | Punktniederlage (einstimmig) / 12 Runden            |
| 2023                                                      | 15. April     | Copper Box, London, Großbritannien                         | Joseph Joyce WBO-Interim Schwergewicht-Weltmeisterschaft        | Sieg / TKO 6. Runde                                 |
| 2023                                                      | 23. September | The SSE Arena Wembley, London, Großbritannien              | Joseph Joyce WBO-Interim Schwergewicht-Titelverteidigung        | Sieg / KO 3. Runde                                  |
| 2024                                                      | 8. März       | Al-Mamlaka-Arena, Riad, Saudi-Arabien                      | Joseph Parker WBO-Interim Schwergewicht-Titelverteidigung       | Punktniederlage (Mehrheitsentscheidung) / 12 Runden |
| 2024                                                      | 1. Juni       | Al-Mamlaka-Arena, Riad, Saudi-Arabien                      | Deontay Wilder                                                  | Sieg / TKO 5. Runde                                 |
| 2025                                                      | 22. Februar   | Al-Mamlaka-Arena, Riad, Saudi-Arabien                      | Agit Kabayel WBC-Interim Schwergewicht-Weltmeisterschaft        | Niederlage / KO 6. Runde                            |
| Quelle: Zhang Zhilei in der BoxRec-Datenbank              |               |                                                            |                                                                 |                                                     |